# Гонто де Ногаре
Гонто де Ногаре (фр. Gontaud-de-Nogaret) насеље је и општина у југозападној Француској у региону Аквитанија, у департману Лот и Гарона која припада префектури Марманд.
По подацима из 2011. године у општини је живело 1638 становника, а густина насељености је износила 55,51 становника/km². Општина се простире на површини од 29,51 km². Налази се на средњој надморској висини од 45 метара (максималној 132 m, а минималној 26 m).

## Демографија
| 1962. | 1968. | 1975. | 1982. | 1990. | 1999. | 2011. |
| ----- | ----- | ----- | ----- | ----- | ----- | ----- |
| 1.540 | 1.550 | 1.488 | 1.517 | 1.518 | 1.537 | 1.638 |

График промене броја становника у току последњих година